# Folkways Records
Folkways Records bylo americké hudební vydavatelství, které v roce 1948 v New Yorku založil Moses Asch. Věnovalo se převážně vydávání nahrávek různých folkových, ale také jazzových a bluesových hudebníků z newyorské oblasti. Své nahrávky zde vydávali například Pete Seeger, Ramblin' Jack Elliott, Memphis Slim, Doc Watson, Dave Van Ronk, Ernest Paulin, ale také skupina The Fugs. Vydavatelství de-facto zaniklo po smrti svého zakladatele v roce 1986. Později jej koupila instituce Smithsonian Institution a v následujících letech byla jeho vlastníkem společnost Smithsonian Folkways. Během své existence společnost vydala přes 2000 hudebních alb.